# The Very Best of Dokken
The Very Best of Dokken es un álbum recopilatorio de la banda estadounidense de hard rock y heavy metal Dokken, publicado en 1999 por los sellos Elektra Records y Rhino Records. Cuenta con los mayores éxitos desde el álbum debut Breaking the Chains de 1981 (lanzamiento oficial en Europa), hasta Dysfunctional de 1995. Además el compilado posee el tema «Mirror Mirror» del disco solista de Don Dokken Up from the Ashes de 1990, como también la versión en vivo de «Paris Is Burning» grabada en 1982.

## Lista de canciones
| N.º | Título                       | Duración |  |
| 1.  | «Breaking the Chains»        | 3:52     |  |
| 2.  | «Paris Is Burning» (en vivo) | 5:09     |  |
| 3.  | «Into the Fire»              | 4:27     |  |
| 4.  | «Just Got Lucky»             | 4:36     |  |
| 5.  | «Alone Again»                | 4:22     |  |
| 6.  | «Tooth and Nail»             | 3:42     |  |
| 7.  | «The Hunter»                 | 4:08     |  |
| 8.  | «In My Dreams»               | 4:20     |  |
| 9.  | «It's Not Love»              | 5:00     |  |
| 10. | «Dream Warriors»             | 4:48     |  |
| 11. | «Burning Like a Flame»       | 4:46     |  |
| 12. | «Heaven Sent»                | 4:53     |  |
| 13. | «Mr. Scary» (instrumental)   | 4:30     |  |
| 14. | «Walk Away»                  | 5:02     |  |
| 15. | «Mirror Mirror»              | 4:40     |  |
| 16. | «Too High to Fly»            | 7:10     |  |